# Kitella orientalis
Kitella orientalis är en tvåvingeart som beskrevs av Deshpande, Shaikh och Sharma 2005. Kitella orientalis ingår i släktet Kitella och familjen gallmyggor. Inga underarter finns listade i Catalogue of Life.